# 804.
◄ | 8. stoljeće | 9. stoljeće | 10. stoljeće | ►
◄ | 770-ih | 780-ih | 790-ih | 800-ih | 810-ih | 820-ih | 830-ih | ►
◄◄ | ◄ | 801. | 802. | 803. | 804. | 805. | 806. | 807. | ► | ►►
Astronomija • Književnost • Kršćanstvo • Pravo • Promet

## Događaji
- 25. ožujka – Izrađen natpis na Sukabumiju u Istočnoj Javi, koji predstavlja prvi dokument na javanskom jeziku.
- Obelerio Antenoreo je izabran za mletačkog dužda.
- Karlo Veliki dovršava osvajanje Saksonije.
- U Istri održana Rižanska skupština.

## Rođenja
- Fujiwara no Yoshifusa, japanski regent

## Smrti
- Alkuin, savjetnik Karla Velikog

## Vanjske poveznice
|  | Zajednički poslužitelj ima još gradiva o temi 804. |